# Cimitero monumentale di Lecce
Il cimitero monumentale di Lecce è costituito dalla parte antica dell'odierno cimitero comunale.

## Storia
L'edificio più antico del cimitero è sicuramente la chiesa dei Santi Niccolò e Cataldo, edificata nel XII secolo e successivamente rimaneggiata in chiave barocca nel XVII secolo. La chiesa fu fatta edificare da Tancredi d'Altavilla insieme al tuttora esistente monastero, nel quale si stabilirono, in un primo periodo, i benedettini e dal 1497 gli olivetani, che operarono in questo luogo fino alla cacciata degli ordini religiosi dal sud Italia, avvenuta nel 1807. La chiesa è annessa all'area cimiteriale, il monastero no.
Dal viale principale, detto "dei cipressi", che va dall'ingresso monumentale alla chiesa dei Santi Niccolò e Cataldo, si dirama una via che dà accesso al "giardino funebre" che si estende su un'area rettangolare, solcata da una maglia irregolare di viali e sentieri tortuosi tra tombe che, soprattutto nell'area più antica e più prossima all'ingresso, sembrano esser state disposte senza ordine, quasi addossate le une alle altre. La pietra maggiormente utilizzata, sia per gli edifici che per le sculture, è la pietra leccese.
Il cimitero della città di Lecce, almeno una parte del terreno, parte principale del cimitero fu di proprietà privata di Girolamo Luigi Berarducci, che fu sindaco di Lecce dall'anno 1842 all'anno 1844. 
Tra i nomi più importanti sepolti presso questo cimitero si ricorda il tenore Tito Schipa, il poeta Vittorio Bodini e il matematico Ennio De Giorgi.